# 斯坦頓鎮區 (伊利諾伊州尚佩恩縣)
斯坦頓鎮區（英語：Stanton Township）是位於美國伊利諾伊州尚佩恩縣的一個行政鎮區。

## 地方資料
根據2010年美國人口普查的數據，斯坦頓鎮區的面積為90.00平方千米，當中陸地面積為89.90平方千米，而水域面積為0.10平方千米。當地共有人口502人，而人口密度為每平方千米5.58人。